# 7,62 × 51 mm NATO
Die Patrone 7,62 × 51 mm NATO ist eine aus der zivilen .308 Winchester entwickelte Gewehrpatrone mit großer Verbreitung im Militär.
Im Dezember 1953 wurde sie als Standardpatrone der NATO eingeführt. Bis in die 1980er-Jahre war sie eine der am meisten verwendeten Patronen in der westlichen Welt.

## Bezeichnung
Im deutschen Nationalen Waffenregister (NWR) wird die Patrone unter Katalognummer 76 unter folgenden Bezeichnungen geführt (Auswahl, gebräuchliche Bezeichnungen in Fettdruck)
- .308 Win (Hauptbezeichnung)
- .30 CAL. T 65
- .30 NATO
- 7,62 mm MLE 54
- 7,62 mm NATO
- 7,62 mm S-Patrone / Stg 58
- 7,62x51 NATO
- 7,62x51 mm

## Entwicklung

Maße der .308 Winchester

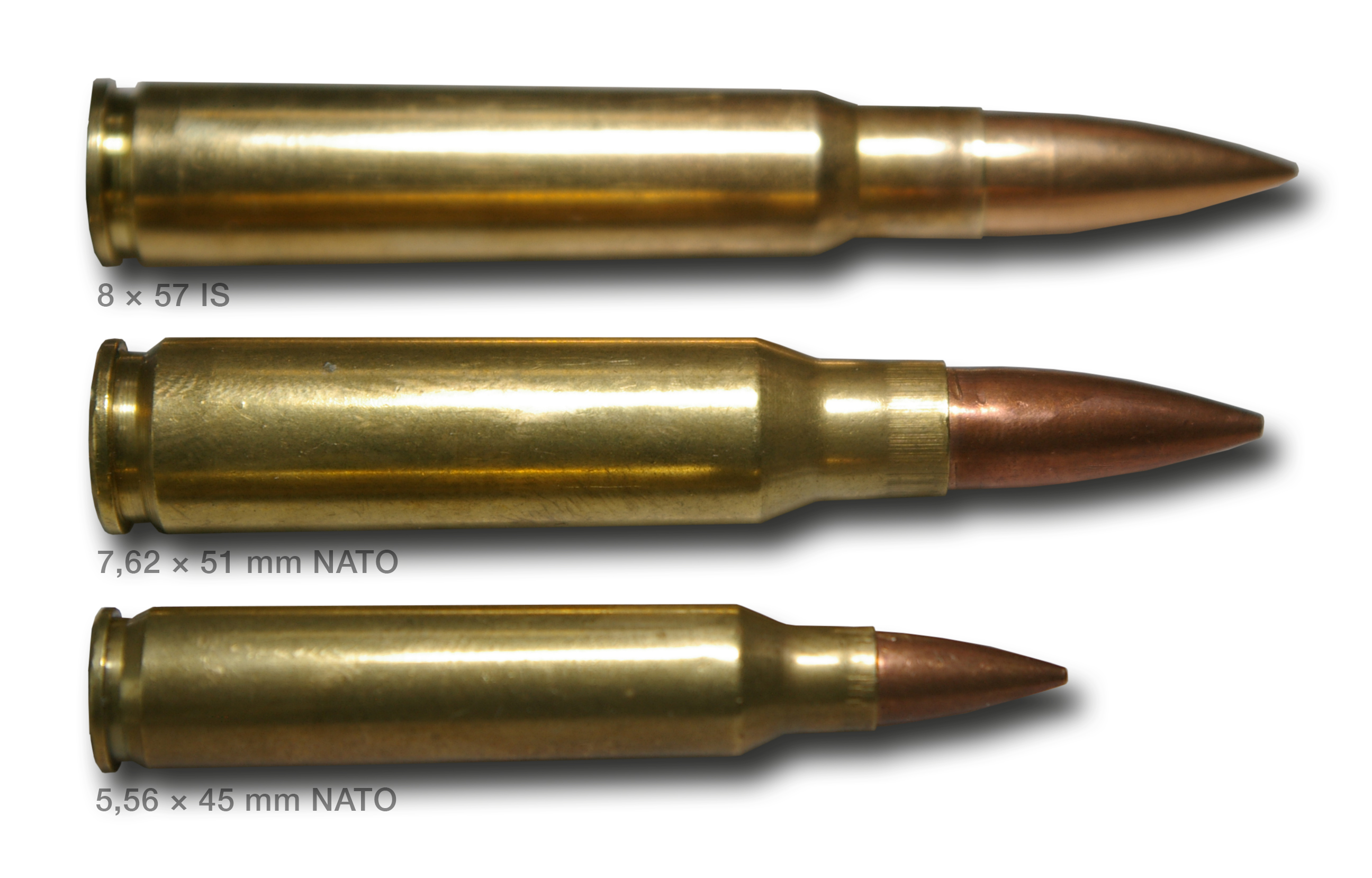
Die deutschen Heereskaliber 7,92 × 57 mm (8 × 57 mm IS), 7,62 × 51 mm und 5,56 × 45 mm im Vergleich

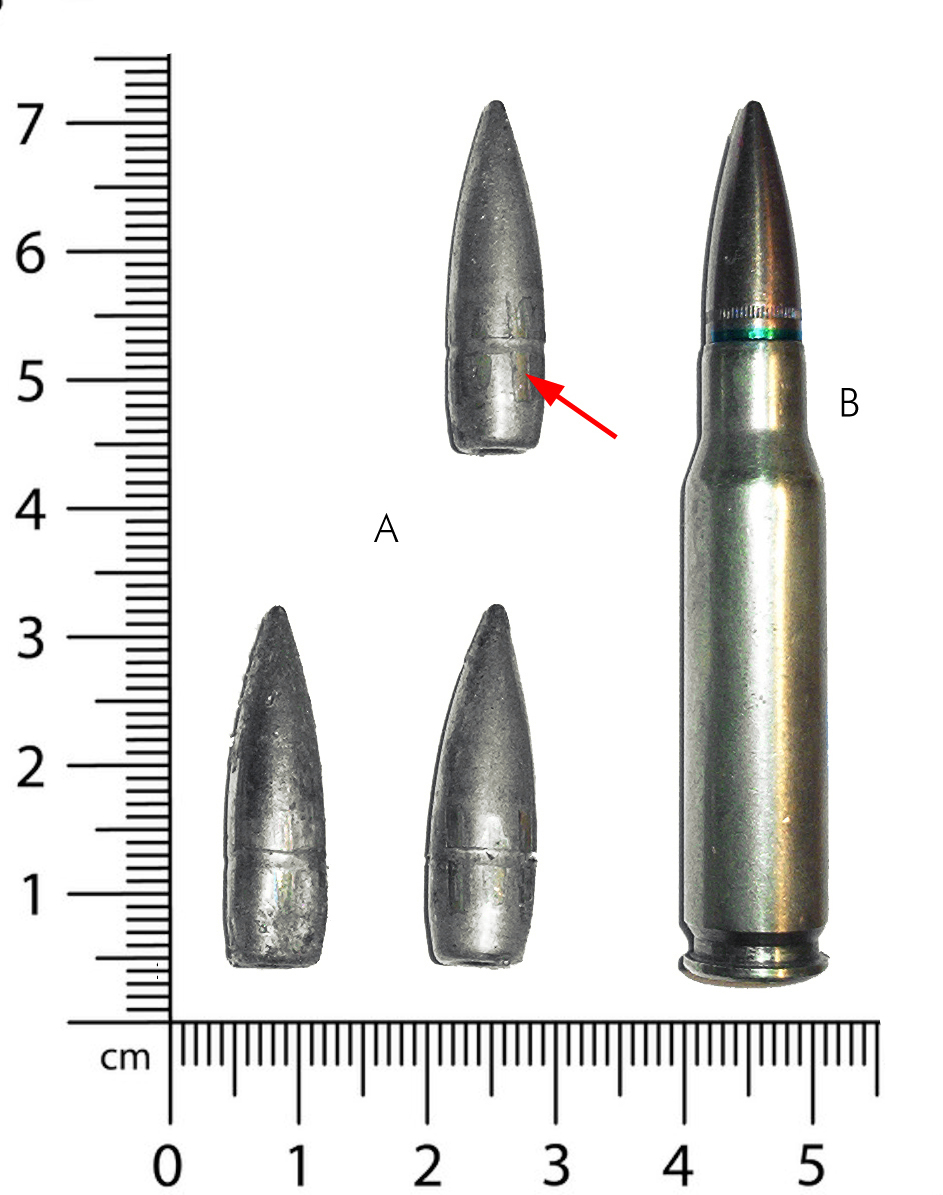
A: 7,62×51-mm-Projektile mit G3 oder MG3 verschossen, B: 7,62×51-mm-Leuchtspurpatrone

Die Patrone 7,62 × 51 mm wurde als Ablösung der Patrone .30-06 Springfield von Frankford Arsenal aus der .300 Savage entwickelt. Die Firma Winchester bot diese Patrone erstmals 1951 unter der zivilen Bezeichnung .308 Winchester an. Im Dezember 1953 wurde sie als Standardpatrone der NATO eingeführt. Im Jahre 1957 wurde die Patrone – als erste Patrone für Handfeuerwaffen – als NATO-Standard 2310 standardisiert. Durch die Freigabe der STANAG 2310 für SEATO wurde im Jahre 1959 die Normierung bis nach Australien ausgedehnt.
Bei der Bundeswehr wird die Patrone vor allem im Sturmgewehr Heckler & Koch G3 sowie den Maschinengewehren MG3 und MG5 verwendet.

## Verwendung

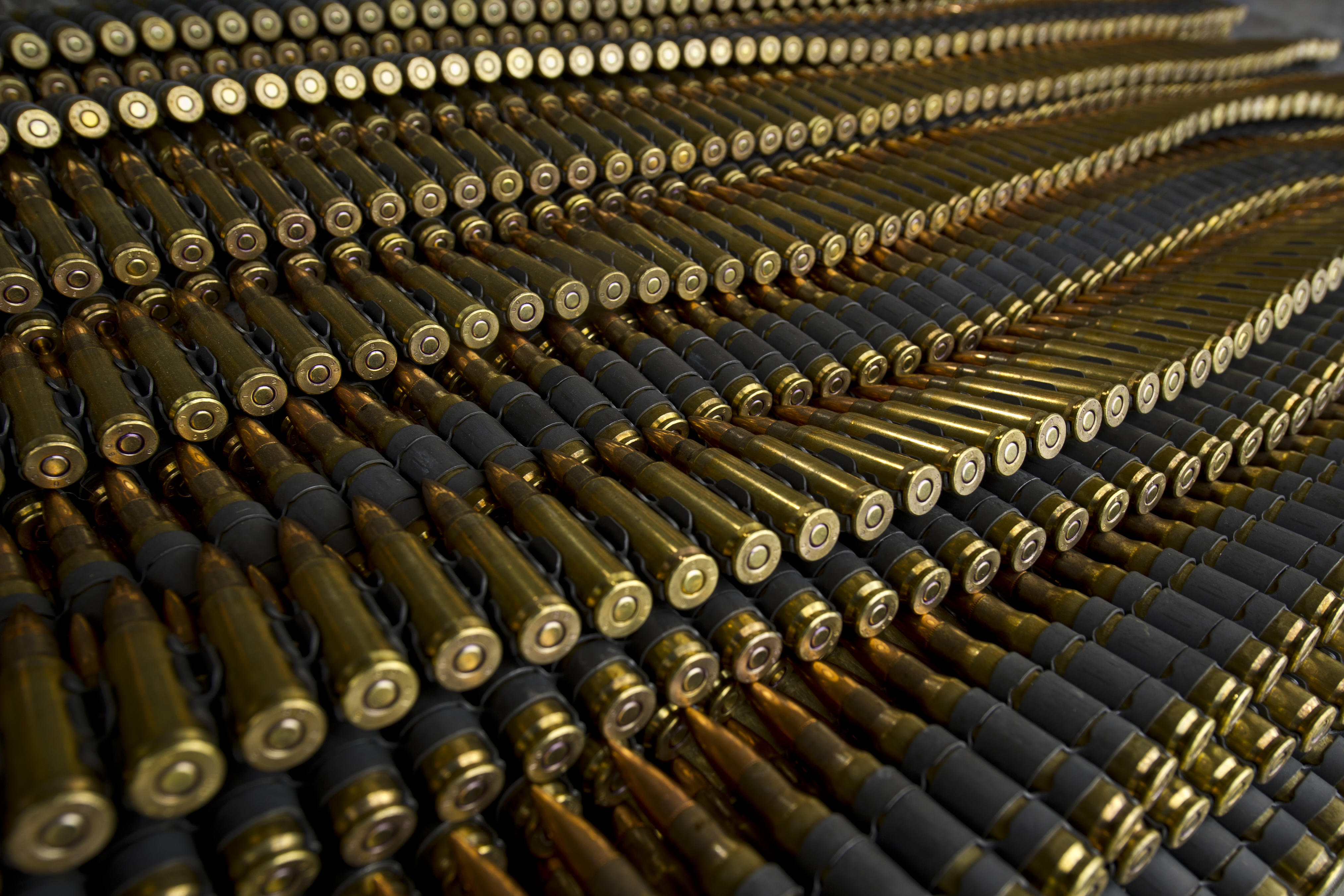
Munitionsgurte von Patronen im Kaliber 7,62 × 51 mm NATO

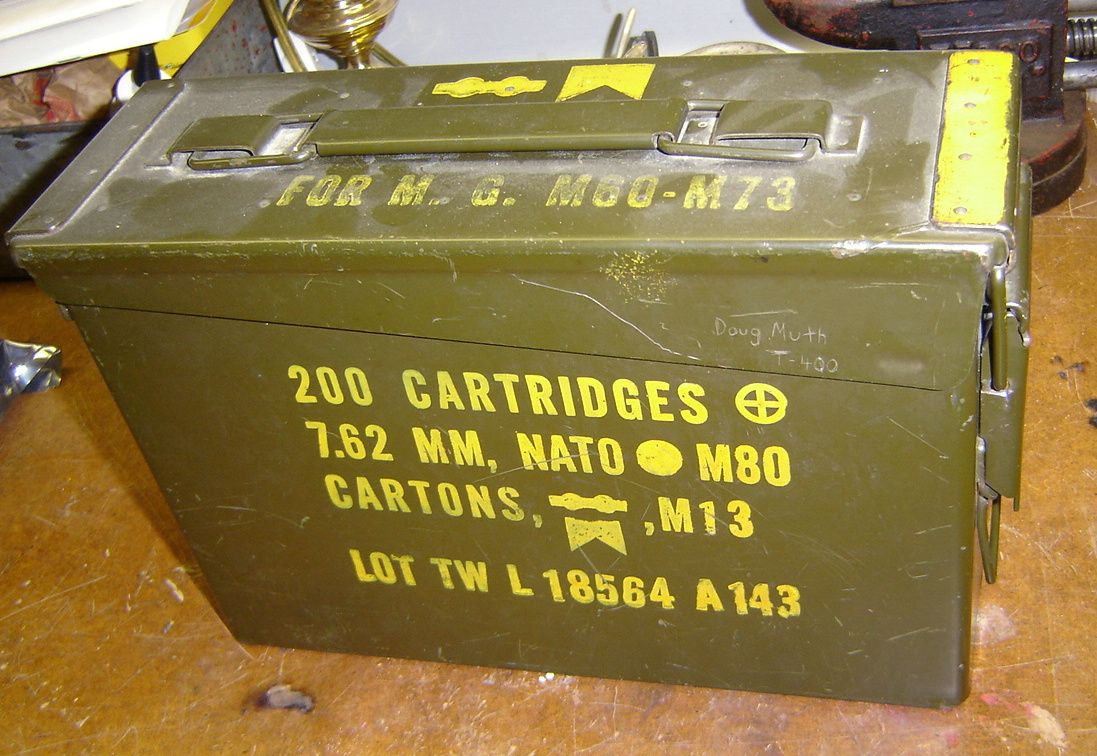
US-Munitionskiste für Patronen des Kalibers 7,62 × 51 mm NATO

Die Zentralfeuerpatrone ist auch als 7,62 × 51 mm CETME/NATO bekannt. In NATO-zugehörigen und NATO-nahen Streitkräften wurde sie für die Verwendung in Sturmgewehren durch die kleinkalibrige 5,56 × 45 mm NATO abgelöst und wird meist nur noch in Maschinengewehren und Zielfernrohrgewehren genutzt. Auch hier geht die Tendenz hin zu leichten Maschinenwaffen wie dem M249 SAW oder dem HK MG4. Universalmaschinengewehre wie das FN MAG, M60, MG 74 oder das MG3 im Kaliber 7,62 × 51 mm finden auf Zugebene als Unterstützungswaffe Anwendung, Neuentwicklungen wie das MG5 sind bei den mechanisierten Kräften auf Gruppenebene Standard. Auch erfährt die Patrone in gewissem Umfang eine Renaissance durch zunehmende Verwendung modernisierter Schnellfeuergewehre. Dazu gehören beispielsweise verschiedene neuere Versionen des amerikanischen M14 oder komplette Neuentwicklungen wie das HK417, SG SAPR oder FN SCAR. Es hat den Anschein, als könne sich die Patrone zumindest mittelfristig als Nischenlösung in Designated Marksman Rifles etablieren. Dies geht vor allem auf Einsatzerfahrungen zurück, in denen sich die 5,56-mm-Patrone als zu schwach erwiesen hat. So wurde zum Beispiel in Afghanistan oft auf eine Distanz zwischen 300 und 500 Metern gekämpft, wozu die Leistung des Kalibers 5,56 mm nicht ausreicht.
Weiterhin wird die 7,62 × 51 mm NATO in Scharfschützengewehren verwendet. Allerdings zeichnet sich – gerade im militärischen Bereich – ein Wechsel zur stärkeren .338 Lapua Magnum ab. Im polizeilichen Umfeld ist sie – beispielsweise im PSG1 – weiterhin die dominierende Patrone in der westlichen Welt.
Unter der zivilen Bezeichnung .308 Winchester ist das Kaliber 7,62 × 51 mm im Bereich der Bundesrepublik eines der am weitesten verbreiteten Kaliber für den jagdlichen Einsatz. Es bietet ausreichend Leistung für die Bejagung aller mitteleuropäischer Wildarten, zeichnet sich aber gleichzeitig noch immer durch einen moderaten Rückstoß aus.
Verwandte Patronen für Jagdwaffen sind im Mittelkaliber die ursprünglich militärische .30-06 Springfield (7,62 × 63 mm), die .300 Winchester Magnum (7,62 × 66,5 mm) sowie die .338 Winchester Magnum (8,5 × 63,5 mm) und die .308 Norma Magnum (7,62 × 65 mm BR).

## Varianten

### .308 Winchester
Da die .308 die zivile Version der 7,62 × 51 mm ist, gibt es nur geringe Unterschiede zwischen den beiden Patronen. Der größte Unterschied ist die Kennzeichnung, da bei der militärischen Version keine Kaliberangaben zu finden sind. Lediglich das NATO-Kreuz, eine Herstellerkennung und eine Los- oder Jahreszahl sind im Hülsenboden eingelassen. Bei Militärpatronen, die auf dem zivilen Markt verkauft werden, wird die fehlende Kaliberangabe aufgedruckt.
Technische Unterschiede sind die flachere Hülsenschulter der .308 sowie dünnere Wandungsstärken, was beim Verschießen der militärischen Patrone aus präzise gefertigten Waffen zu Problemen führen kann. Zudem unterliegen die Ladungen und die Geschosse der militärischen Munition engen Spezifikationen, was zu einer geringeren Verfügbarkeit an unterschiedlichen Geschossen und Ladungen als bei der .308 führt.

### 7,62 × 51 mm CETME/NATO
Die spanische Militärpatrone 7,62 × 51 mm CETME/NATO wurde zuerst in den Sturmgewehren CETME A und CETME B verwendet. Sie hat eine gegenüber anderen Patronen aus NATO-Fertigung reduzierte Ladung. Dieses führt dann in der Regel zu Ladehemmung, wenn versucht wird, die Munition aus anderen Waffen als den CETME A bzw. CETME B zu verschießen.
Eine ähnliche Variante wurde von den japanischen Streitkräften für Gewehre des Typs 64 benutzt.